# Campeonato Panamericano de Béisbol Sub-12 de 1999
El Campeonato Panamericano de Béisbol Sub-12 de 1999 con categoría Infantil AA, se disputó en Ciudad de Panamá, Panamá en 1999. El oro se lo llevó Venezuela por cuarta vez.

## Equipos participantes
- Argentina
- Brasil
- Colombia
- Costa Rica
- Ecuador
- Estados Unidos
- Guatemala
- Honduras
- México
- Nicaragua
- Panamá
- República Dominicana
- Venezuela

## Resultados
| Posición | Selección            |
| -------- | -------------------- |
|          | Venezuela            |
|          | Brasil               |
|          | Nicaragua            |
| 4°       | Colombia             |
| 5°       | México               |
| 6°       | Panamá               |
| 7°       | Ecuador              |
| 8°       | Honduras             |
| 9°       | Argentina            |
| 10°      | República Dominicana |
| 11°      | Costa Rica           |
| 12°      | Guatemala            |
| 13°      | Estados Unidos       |